# Nitrato de mercurio(II)
El nitrato de mercurio(II), también conocido como nitrato de mercurio, es un compuesto químico. Su fórmula química es Hg(NO3)2. Contiene iones de mercurio y nitrato. El mercurio está en su estado de oxidación +2.

## Propiedades
El nitrato de mercurio(II) es un sólido cristalino blanco. Es un fuerte agente oxidante.

## Preparación
Se fabrica reaccionando el mercurio con ácido nítrico concentrado; el ácido nítrico diluido produciría nitrato de mercurio(I).

## Usos
Se usaba para hacer fieltro de piel. La gente se envenenaba cuando la usaban para hacer sombreros.